# 茅幸二
茅 幸二（かや こうじ、1936年10月20日 - 2017年10月30日）は、日本の化学者。慶應義塾大学名誉教授。分子科学研究所名誉教授、総合研究大学院大学名誉教授。理化学研究所名誉研究員。
日本化学会名誉会員、日本表面科学会功労会員、ナノ学会名誉会員、分子科学会名誉会員。
専門は、有機化学、分子化学、クラスター科学。

## 人物
物理学者・茅誠司の次男。天文学者・木村栄の孫。工学者・茅陽一の弟。
東北大学助教授、米国ベル研究所研究員などをへて、1981年慶應義塾大学教授。1999年国立共同研究機構分子科学研究所所長、2004年理化学研究所和光研究所中央研究所所長。金属・半導体複合体や有機金属クラスターの研究で知られ、ナノ物質化学の新しい領域をきりひらく。2000年「クラスター化学の創製－二成分複合効果の解明」で日本化学会賞。2005年文化功労者。

## 略歴
- 1936年10月20日 北海道札幌市にて出生
- 1961年 東京大学理学部化学科卒業
- 1963年 東京大学大学院化学系研究科修士課程修了
- 1966年 東京大学大学院理学系研究科博士課程修了、理学博士
- 1966年 理化学研究所研究員
- 1970年 東北大学理学部助教授

　この間、1973年～1974年 米国・ベル研究所留学、研究員
- 1981年 慶應義塾大学理工学部化学科教授
- 1999年 分子科学研究所第５代所長
- 1999年 総合研究大学院大学教授兼構造分子科学専攻長
- 2004年 理化学研究所和光研究所長兼中央研究所長
- 2008年 理化学研究所次世代スーパーコンピュータ開発実施本部副本部長
- 2013年 理化学研究所研究顧問[3]

## 栄誉
- 1990年 日本化学会学術賞
- 2001年 日本化学会賞
- 2005年 文化功労者顕彰
- 2013年 瑞宝重光章[4]

## 学外活動
- 1996年 慶応工学会理事
- 2001年 松前国際友好財団理事
- 2004年 ナノ学会会長
- 2006年 豊田理化学研究所理事
- 2007年 泉科学振興財団理事[3]

## 著書・共編著
- 『クラスター―新物質・ナノ工学のキーテクノロジー (S BOOKS)』（産業図書　1994年）
- 『新しいクラスターの科学―ナノサイエンスの基礎』（講談社 2002年）
- 『岩波講座 現代化学への入門〈1〉化学の考え方』（岩波書店、2008年）
- 『物理化学演習 (化学新シリーズ)』（裳華房、1999年）
- 『岩波講座 現代化学への入門〈18〉化学と社会』（岩波書店、2001年）
- 『量子力学との出会い (岩波高校生セミナー (13))』（岩波書店、1999年）